# Piconzé
Piconzé,  é o terceiro longa-metragem de animação brasileiro e o segundo colorido do país, criado pelo cartunista e animador japonês Ypê Nakashima.

## Sinopse
A história se passa em uma vila típica do nordeste brasileiro, onde Piconzé tenta salvar sua namorada Maria das terríveis garras do bandido Gustavo Bigodão, no caminho, se deparam com um dragão e uma bruxa e um Saci.

## Desenvolvimento
O japonês Ypê Nakashima desembarcou no Brasil em 1956, trazendo a esposa, Emiko e o filho Itsuo. No país, começou trabalhando em publicações da colônia japonesa produzindo artigos, charges e tiras. Logo em seguida, se interessou pela animação e criou o papagaio Papa-Papo, que teve 12 curtas produzidos entre 1959 e 1963 e nunca foram lançados comercialmente. Apoós conhecer João Luiz Araújo, fundaram juntos o estúdio Telstar, responsável pelos comerciais dos cobertores Parahyba e do Fortificante Wakamoto. O filme Piconzé começou a ser desenvolvido em 1966. O animador colocou um anúncio em um dos jornais onde trabalhou, o São Paulo-Shimbun, a fim de conseguir mão de obra para o projeto. O artista plástico Ayao Okamoto fez a arte-final durante 3 anos. A animação finalmente foi concluída em 1972 e lançada em 24 de janeiro de 1973.  Por conta dos trabalhos no longa, Ypê desenvolveu uma artrose no ombro. Chegou a iniciar um novo longa-metragem, contudo, viria a falecer em 6 de abril de 1974, vítima de uma hemorragia interna. Inspirado no pai, o filho Itsuo tornou-se um animador, havendo inclusive trabalhado em animações da Turma da Mônica, da Mauricio de Sousa Produções.

## Prêmios e homenagens
O filme foi premiado com a Coruja de Ouro do Instituto Nacional do Cinema (INC) de 1973, em 1984, em visita ao Brasil, o mangaká Osamu Tezuka, assistiu a metade do filme em sessão exibida no Museu de Arte de São Paulo, em um evento realizo pela Fundação Japão e pela Associação Brasileira de Mangá e Ilustração (Abrademi). Em 2002, o filme foi exibido no "Festival Internacional de Animação de Hiroshima", em 2008, em virtude do Centenário da imigração japonesa ao Brasil, o longa animado Piconzé é exibido na cerimonia de entrega do 24º Prêmio Angelo Agostini, logo em seguida, Ypê é premiado com o Troféu HQ Mix na categoria "Grande Mestre", na ocasião, pela primeira vez o Troféu premiava cinco artistas ao mesmo tempo, além de Ypê, foram premiados quadrinhista da EDREL (Editora de Revistas e Livros): os irmãos Pauloe Roberto Fukue, Fernando Ikoma e Minami Keizi, o troféu foi inspirado na revista "O Samurai" de Claudio Seto (falecido naquele ano), tanto Seto, quanto Keizi são conhecidos por introduzir o estilo dos quadrinhos japoneses (mangás) no país. No ano seguinte, a Fundação Japão faz uma exposição sobre o artista, exibindo na integra o filme Piconzé e um documentário produzido por Itsuo e Helio Ishii, no mesmo ano, o documentário foi exibido no Anima Mundi.